# Elgiszewo
Elgiszewo is een plaats in het Poolse district  Golubsko-dobrzyński, woiwodschap Koejavië-Pommeren. De plaats maakt deel uit van de gemeente Ciechocin en telt 1000 inwoners.